# TNSW 3400
Der Typ TNSW 3400 ist ein Containerschiffstyp der vom Werftenverbund TKMS Blohm + Voss Nordseewerke entwickelt und von den Thyssen Nordseewerken in Emden und der Howaldtswerke-Deutsche Werft in Kiel gebaut wurde.

## Einzelheiten
Mit dem Stapellauf der Baunummer 559, dem letzten Neubau einer Sechserserie von 3400-TEU-Containerschiffen, ging am 11. Dezember 2009 gegen 11:00 Uhr bei den Nordseewerken in Emden der Handelsschiffbau zu Ende. Nach dem Aufschwimmen wurde das Schiff an den Ausrüstungspier verholt, wo es 2010 fertiggestellt wurde.
Der Schiffstyp TNSW 3400 ist für den Transport gefährlicher Ladung eingerichtet und besitzt eine Containerstellplatzkapazität von maximal 3400 TEU. Bei einer homogenen Beladung mit 14 Tonnen schweren Containern ist die Kapazität geringer. Des Weiteren stehen 500 Anschlüsse für Kühlcontainer zur Verfügung.

## Übersicht
| Typ-TNSW-3400-Schiffe (Auswahl) | Typ-TNSW-3400-Schiffe (Auswahl) | Typ-TNSW-3400-Schiffe (Auswahl) | Typ-TNSW-3400-Schiffe (Auswahl) | Typ-TNSW-3400-Schiffe (Auswahl)                      | Typ-TNSW-3400-Schiffe (Auswahl)                                     |
| Bauname                         | Werft/Baunummer                 | IMO-Nr.                         | Ablieferung                     | Auftraggeber                                         | Umbenennungen und Verbleib                                          |
| ------------------------------- | ------------------------------- | ------------------------------- | ------------------------------- | ---------------------------------------------------- | ------------------------------------------------------------------- |
| Primavera                       | Thyssen Nordseewerke/556        | 9372860                         | 2008                            | Martime – Gesellschaft für maritime Dienstleistungen | abgeliefert als CSAV Rungue, 2013: Primavera, 2910: Elbspirit       |
| Quadriga                        | Thyssen Nordseewerke/557        | 9372872                         | 2008                            | Martime – Gesellschaft für maritime Dienstleistungen | abgeliefert als CSAV Romeral, 2013: Quadriga, 2019: Burgundy        |
| Buxpower                        | HDW-Gaarden/418                 | 9418377                         | 2009                            | NSB Niederelbe Schiffahrtsgesellschaft               | abgeliefert als Box Voyager, 2017: GH Leste, 2021: CMA CGM Veracruz |
| Box Trader                      | HDW-Gaarden/419                 | 9423035                         | 2009                            | NSB Niederelbe Schiffahrtsgesellschaft               | -                                                                   |
| Frisia Brüssel                  | Thyssen Nordseewerke/558        | 9401166                         | 2009                            | Hartmann Reederei                                    | -                                                                   |
| Frisia Cottbus                  | Thyssen Nordseewerke/559        | 9401178                         | 2010                            | Hartmann Reederei                                    | abgeliefert als Centaurus, 2018: Rio Centaurus                      |